# Сорога (деревня)
Сорога — деревня, центр Сорожского сельского поселения Осташковского района Тверской области. Находится на восточном берегу Осташковского плёса озера Селигер, на берегу залива, рядом с устьем реки Сороги, на противоположном берегу стоит деревня Покровское, в 11 километрах от районного центра города Осташков.

## Происхождение названия
Как и у одноимённой реки, название балтийского происхождения, подвергшееся восточнославянскому полногласию, ср. лит. sargas «сторож». Название объясняется тем, что деревня стоит на холме, а подобные названия в балтийской топонимии часто относятся к сторожевым холмам.

## История
Первоначально в переписных и отказных книгах упоминается как погост Михеево. Это название употреблялось по отношению к деревне вплоть до начала XX века. В конце XIX века в деревне была построена мельница: «...Михаил Сивков в 1599 году построил и взял в оброчное содержание у Семена Козина водяную мукомольную мельницу на реке Сороге.»
В 1610 годах деревня была разорена литовцами, мельница, принадлежащая Нило-Столбенскому монастырю, сожжена.
Землёй и крестьянами в течение XVII—XIX веков владел Нило-Столбенский монастырь и несколько дворянских семей одновременно: Нестеровы, Козины (Казины), Шишковы, Пусторослевы, Ржевские, Опочинины (Апочинины), Головины, Елецкие.
Местные помещики беспощадно эксплуатировали крестьян, а продолжительная Северная война разоряла население. Поэтому в начале XVIII столетия край охватило восстание, в котором решающую роль отряд крестьянина Петра («разбойника Петрушки»). Отряд Петра (около 40 человек) появился в районе Сороги и Пески, разорил монастырские мельницы, а 18 мая 1717 года напал на монастырь Нилова пустынь. Восстание перекинулось на соседние районы. Окончательно подавить его царским войскам удалось лишь в 1719 году.
Накануне проведения крестьянской реформы в 1860 году деревня Сорога (Михеево) вместе с крестьянами принадлежала Н. И. Головину.
После отмены крепостного права выкупленные помещичьи земли были разделены в 1881-83 гг. «по общему приговору на 20 лет».
Селение расположено скатом к озеру Селигеру. Поля холмистые и подходят к озеру Селигеру, есть овраги и сырые места. Почвы — супесь и суглинок, местами — подзол, подпочва — красная глина.  В свободное от полевых работ время крестьяне занимались различными промыслами. В Сороге наиболее развитым было столярное производство. В трёх деревнях Дубковской волости:  Залучье, Заселье и Сорога - находилось до 200 мастеров-столяров, производивших мебель, игрушки, прочую домашнюю утварь. Кроме того, зимой крестьяне уходили на заработки в Осташков, где возили торф на кожзавод и занимались в соседних уездах перепродажей рыбы, купленой в Осташкове и Пскове, а также уходили в Санкт-Петербург на разные промыслы: рыбаками, перевозчиками, извозчиками и тряпичниками.
В 1877 году в деревне было открыто Сорожское двухклассное училище Министерства Народного Просвещения.
Первый колхоз «Новый путь» в Сороге был создан лишь в 1934 году (7 семейств), так как многие крестьяне работали в соседнем колхозе деревни Покровское. Впоследствии колхоз состоял из 32 хозяйств и располагал 716 га земли, работала постоянная бригада рыбаков.
Во время войны (октябрь 1941 г. — январь 1942 г.) деревня оставалась в пределах линии обороны. В то время в одном из домов находился штаб 4-й Ударной армии, возглавляемой генерал-лейтенантом А. И. Еременко. На берегу озера около кладбища был командный пункт.
После войны в 1950 году колхозники деревень Залучье, Сорога, Уницы, Погорелое, Заселье, Лещины образовали новый колхоз им. Хрущева, который позже вошёл в состав совхоза «Покровское» (деревни Покровское, Подложье).

## Население
Согласно «Списку населенных мест» в 1859 г. в деревне Сорога в 80 дворах проживало 773 помещичьих крестьянина.
После отмены крепостного права к 1889 г. количество жителей выросло до 779 человек (113 семей).
В 1901 году в деревне было 147 дворов, проживало 395 мужчины и 472 женщины.
В 1915 году количество дворов выросло до 215.
В 1950 г. в деревне проживал 261 человек, к 1968 г. количество жителей уменьшилось до 180 человек.
К 1989 г. число жителей достигло 254 человека в 102 хозяйствах.
В 1998 г. здесь жило 212 человек (93 домохозяйства), а в 2002 г. зарегистрировано 210 жителей.
В 2008 г. проживало 214 жителей.
| 1859 | 1889 | 1897 | 1919 | 1997 | 2002 | 2010 |
| ---- | ---- | ---- | ---- | ---- | ---- | ---- |
| 773  | ↗916 | ↘870 | ↘800 | ↘218 | ↘210 | ↘176 |